# 나재엽
나재엽(1993년 2월 28일 ~ )은 대한민국의 뮤지컬 배우다.

## 방송
- 더블 캐스팅 (2020) - Top71

## 공연
- 엑스칼리버 (2019)
- 제13회 대구국제뮤지컬페스티벌 - 투란도트 (2019)
- 웃는 남자 (2020)
- 슈퍼 루나틱 - 계룡 (2021)
- 리차드 3세 (2022)